# ルンペルシュティルツ (小惑星)
ルンペルシュティルツ (1773 Rumpelstilz) は小惑星帯にある小惑星。パウル・ヴィルトがツィンマーヴァルト天文台で発見した。
グリム童話の『ルンペルシュティルツヒェン』に因んで名付けられた。